# Pseudohypoaldosteronismus
Beim Pseudohypoaldosteronismus handelt es sich um eine Gruppe genetischer Defekte, die bei funktionierender Aldosteronsekretion das Krankheitsbild eines Hypoaldosteronismus auslösen.
Bei der dominanten Form des Typ I handelt es sich um einen Funktionsverlust des Mineralokortikoidrezeptors, bei der rezessiven Form um einen Defekt des ENaC (epithelialer Natriumkanal). Um einen Pseudohypoaldosteronismus vom Typ II handelt es sich beim Fehlen einer funktionellen Wnk-Lysinkinase.
Beide Formen des Typ I Pseudohypoaldosteronismus resultieren in einer Verminderung der Aktivität des ENaC (epithelialer Natriumkanal), welcher in der Natriumreabsorption im Verbindungstubulus und Sammelrohr der Niere eine wichtige Rolle spielt. Durch ungenügende ENaC-Aktivität in diesen Segmenten kommt es zu einer erhöhten Natriumausscheidung im Urin, was eigentlich dem Krankheitsbild eines Hypoaldosteronismus entsprechen würde. Aldosteron, welches normalerweise den Einbau von ENaC in die apikale Plasmamembran stimulieren sollte, ist in normaler bis erhöhter Konzentration vorhanden, kann aber auf Grund der Mutationen nicht wirken. Die erhöhte Natriumausscheidung hat einen erhöhten Flüssigkeitsverlust zur Folge, was eine schwere Hypovolämie hervorruft. Die verminderte Natriumreabsorption in den Hauptzellen des Sammelrohres verursacht den Verlust des elektrochemischen Gradienten, was wiederum die Sekretion von Kalium und Wasserstoff herabsetzt und so eine Hyperkaliämie und eine Azidose hervorruft.
Beim Typ II treten zwar auch Hyperkaliämie und Azidose auf, jedoch kommt es anstelle eines Blutdruckabfalls zur Hypertension. Da hier die Hemmung des NaCl-Cotransporters wegfällt, nimmt dieser in großem Ausmaß Natrium- und Chloridionen auf, Wasser folgt osmotisch.